# Ядвига Ягелонка
Ядвига Ягелонка (Хедвига) (на немски: Hedwig Jagiellonica, Hedwig von Burghausen, на полски: Jadwiga Jagiellonka, на латвийски: Jadvyga Jogailaitė; * 21 септември 1457, Краков; † 18 февруари 1502, Бургхаузен, Бавария) от династията Ягелони, е от 1479 до 1502 г. херцогиня на Бавария-Ландсхут като съпруга на херцог Георг Богатия.

## Живот
Дъщеря е на полския крал Кажимеж IV Ягелончик и Елизабет Хабсбург, дъщеря на римско-немския крал Алберт II. Сестра е на Владислав II, който от 1471 г. е крал на Бохемия.
Тя се омъжва на 14 ноември 1475 г. в Ландсхут за принц Георг Богатия (1455 – 1503) от фамилията Вителсбахи, херцог на Бавария-Ландсхут от 1479 до 1503 г. Сватбата трае шест дена. Присъстват император Фридрих III и два курфюрста. Сватбата на полската принцеса Ядвига и принц Георг днес се празнува от град Ландсхут всеки четири години като Ландсхутската сватба.
Двамата живеят в замък Бургхаузен, където тя умира през 1502 г. и е погребана в манастир Райтенхаслах. Бракът им не бил щастлив.
След смъртта на херцог Георг през 1504 г. заради липсата на мъжки наследник се стига до Ландшутската наследствена война.

## Деца
Ядвига и Георг имат пет деца:
- Лудвиг (* 1476, † пр. 1496)
- Рупрехт (*/† 1477)
- Елизабет (1478 – 1504), ∞ Рупрехт от Пфалц (1481 – 1504), син на курфюрст Филип
- Маргарета (1480 – 1531), абатеса в манастир Нойбург на Дунав
- Волфганг (*/† 1482)